# Gelsomino Girotti
Gelsomino Girotti (Bologna, 7 ottobre 1914 – ...) è stato un cestista italiano.

## Carriera
Ha vinto due scudetti con la Virtus Bologna nel 1945-46 e nel 1946-47. Ha preso parte agli Europei 1939 con la Nazionale italiana.

## Palmarès
- Campionato italiano: 3

Virtus Bologna: 1945-46, 1946-47, 1947-48